# Joseph Nelson Rose
Joseph Nelson Rose (11 de gener de 1862 – 4 de maig de 1928) va ser un botànic estatunidenc. Nasqué a Union County, Indiana. Es va graduar a l'Institut de Liberty, Indiana.
Va rebre el seu Ph.D. en Biologia al Wabash College el 1889. Anteriorment va rebre el seu B.A. en Biologia i M.A. Paleobotànica.
Rose treballà pel U.S. Department of Agriculture i esdevingué un ajudant de curator al Smithsonian el 1896.
Rose era una autoritat en diverses famílies de plantes incloguent Apiaceaei Cactaceae. Va fer diversos viatges a Mèxic, i presntà espècimens al Smithsonian i al New York Botanical Garden.
Amb Nathaniel Lord Britton, Rose publicà molts articles sobre Crassulaceae. Junt amb Britton publicà The Cactaceae (1919–1923), il·lustrat per Mary Emily Eaton (1873–1961).